# 桜三里パーキングエリア
桜三里パーキングエリア（さくらさんりパーキングエリア）は、愛媛県東温市松瀬川にある、松山自動車道のパーキングエリアである。

## 概要
パーキングエリアの名称は、国道11号（金毘羅街道）の西条市と東温市にある峠道、桜三里に由来する。松山自動車道は、本来の桜三里より北方に位置し、当PA付近は新桜三里と言う名称が付けられている。川内～伊予開通時に開設される。

## 施設

### 上り線（川之江方面）
- 駐車場[1]
  - 大型 7台
  - 小型 16台
  - 二輪 4台
  - トレーラー 2台
  - 車椅子用 1台
- トイレ[1]
  - 男性 大2（和式1、洋式1）、小4
  - 女性 6　（和式1、洋式5）
  - 車椅子用 1
- 自動販売機[1]

### 下り線（松山・宇和島方面）
- 駐車場[2]
  - 大型 7台
  - 小型 16台
  - 二輪 4台
  - トレーラー 2台
  - 車椅子用 1台
- トイレ[2]
  - 男性 大2（和式1、洋式1）、小4
  - 女性 7　（和式1、洋式6）
  - 車椅子用 1
- 自動販売機[2]

## 隣
E11 松山自動車道
(11) いよ小松JCT/IC - 桜三里PA - (12) 川内IC